# Gausdal
Gausdal là một đô thị ở hạt Oppland, Na Uy. Nó là một phần của khu vực truyền thống của Gudbrandsdal. Trung tâm hành chính của đô thị này là làng Segalstad Bru. Follebu là một thị trấn và các phụ giáo xứ ở miền đông Gausdal.
Khai thác gỗ, nông nghiệp, và du lịch là những ngành nghề quan trọng của cư dân sinh sống ở đô thị này.